# 深沢要
深沢 要（ふかざわ かなめ、1904年 - 1947年）は、日本のこけし研究家・版画家・童話作家。本字での表記は深澤要。

## 略歴
東京市下谷区池之端七軒町に生れる。少年期は、医師である父に従って九州で育った。1917年、福岡県嘉穂中学校に入学するが病気のため退学。1921年、大阪泰西学館に入学するも病気のため退学。
1925年、大阪市立工業学校（現大阪市立都島工業高等学校、翌年、大阪市立都島工業学校と改称）に勤務。かたわら童話研究を志す。1929年、都島工業学校を退職。行人社書店を設立するが病気のため閉店。『古本屋の棚』『子供考』を出版。
1933年、東京に移る。1934年、このころより、こけしの収集研究が始まり産地訪問が始まる。1938年『こけしの微笑』（昭森社）を出版。「追求」に取り掛かる。
当時、こけし作りから離れていた多くの工人を「発見」。こけし作りの再開を促している。それらの工人には、大沼岩蔵、佐藤善七（横山）、柏倉勝郎、佐藤留治（小安）、坂下権太郎などがいる。
1942年、西宮市に移り、鉄工所の経営を始める。1947年、前年より肺炎を発症、療養に努めたが西宮市において死去。満谷池墓地に埋葬された。行年42歳。
没後、1948年、鳴子町温泉神社境内に「こけし歌碑」が建立された。
夫人は、深沢欣。妹に江隅君子がある。
　

## 著書
- 『古本屋の棚』（1931年）
- 『子供考』ヤマト書房（1931年）
- 『こけしの微笑』昭森社（1938年）
- 『奥羽余情』私家版（1947年）深澤欣編
- 『こけしの追求』昭森社（1952年）「こ版」「け版」「し版」
- 『羨こけし　こけしの微笑・こけしの追求』未来社、（1962年）
- 『奥羽余情』（短歌・俳句・こけしかるた）全2冊　未来社（1984年）